# Kariera Nikodema Dyzmy (musical)
Kariera Nikodema Dyzmy – musical Andrzeja Hundziaka w trzech aktach z prologiem. Libretto według powieści Tadeusza Dołęgi Mostowicza napisał Stanisław Sergiusz Powołocki. Teksty piosenek: Janusz Słowikowski.

## Pierwowzór
Stanisław Sergiusz Powołocki opracował sceniczną adaptację powieści Kariera Nikodema Dyzmy w 1947 r. W oparciu o tę adaptację powstało następnie libretto musicalu.

## Inscenizacje
Prapremiera odbyła się w Teatrze Muzycznym w Gdyni 19 grudnia 1971 (reż. Jan Wodzyński). W roli Dyzmy wystąpił Zenon Bester. Następnie musical wystawiano w:
- Operetce Dolnośląskiej we Wrocławiu (1972, reż. Igor Przegrodzki)
- Operetce w Lublinie (1972, reż. Jan Wodzyński)
- Teatrze Muzycznym w Łodzi (1973, reż. Jan Perz)
- Teatrze Muzycznym w Poznaniu (1978, reż. Wojciech Jesionka)